# Gumalar
Gumalar is een bestuurslaag in het regentschap Tegal van de provincie Midden-Java, Indonesië. Gumalar telt 3919 inwoners (volkstelling 2010).